# ریپل، کنت
ریپل (به انگلیسی: Ripple) یک روستا و محله مدنی در بریتانیا است که در Dover واقع شده‌است. ریپل ۳۷۲ نفر جمعیت دارد.